# Alopecosa moriutii
Alopecosa moriutii är en spindelart som beskrevs av Tanaka 1985. Alopecosa moriutii ingår i släktet Alopecosa och familjen vargspindlar. Inga underarter finns listade i Catalogue of Life.